# Pétaka
Pétaka is een gemeente (commune) in de regio Mopti in Mali. De gemeente telt 5600 inwoners (2009).<